# Next Friday (trilha sonora)
| Críticas profissionais | Críticas profissionais |
| Avaliações da crítica  | Avaliações da crítica  |
| Fonte                  | Avaliação              |
| ---------------------- | ---------------------- |
| Allmusic               | link                   |

Next Friday é a trilha sonora do filme de comédia de 2000, Next Friday. Foi lançada em 7 de Dezembro de 1999 através da Priority Records e consiste de músicas de hip hop e R&B. O álbum não teve tanto sucesso quanto seu sucessor que vendeu milhões de cópias, mas ainda sim conseguiu encontrar sucesso nas paradas, chegando ao número 19 na Billboard 200 e 5 na Top R&B/Hip-Hop Albums. Também gerou vários singles, "You Can Do It" de Ice Cube, "I Don't Wanna" de Aaliyah, "Low Income" de Wyclef Jean e "Chin Check" do reunido N.W.A.

## Lista de faixas
1. "You Can Do It" (Ice Cube featuring Mack 10 & Ms. Toi)
2. "Chin Check" (N.W.A. featuring Snoop Dogg)
3. "We Murderers Baby" (Ja Rule & Vita)
4. "Hot" (Toni Estes)
5. "Livin' It Up" (Pharoahe Monch)
6. "Fried Day" (Bizzy Bone)
7. "I Don't Wanna" (Aaliyah)
8. "Low Income" (Wyclef Jean)
9. "Shaolin Worldwide" (Wu-Tang Clan)
10. "Good Friday" (Big Tymers featuring Lil Wayne & Mack 10)
11. "Friday" (Krayzie Bone)
12. "Mamacita" (Frost, Kurupt, Soopafly and Don Cisco)
13. "Tryin' To See Another Day" (The Isley Brothers)
14. "Murder Murder" (Eminem)
15. "Money Stretch" (Lil' Zane)